# Caligola
För den romerska kejsaren, se Caligula.
Caligola är ett internationellt kollektiv som har sitt ursprung i Italien. Kollektivet består av olika artister och konstnärer som tillsammans skapar musik.
Under 2012 släppte Caligola ett musikalbum som bland annat Björn Dixgård, Gustaf Norén och The Salazar Brothers arbetade med. Totalt sett var över 30 personer inblandade i projektet.

## Medlemmar i Caligola (i urval)
- Gustaf Norén
- Björn Dixgård
- The Salazar Brothers
- Natty Silver
- Agnes Carlsson
- Oskar Bonde
- Per "Ruskträsk" Johansson
- Nils Janson – trumpet
- Bo Hansson
- Janne Carlsson
- LaGaylia Frazier
- Paul van Dyk
- May Yamani
- Lovisa Inserra
- Bernd Harbauer
- Frederik Andersson
- Carlos Barth
- Paulo Arraiano
- Julia Dufvenius
- Daniel Haglund
- Ulises Infante
- Alexandra Kinga Fekete
- Daniel Annbjer
- Carl-Johan Fogelklou
- Marcelo Scorsese
- Patrik Heikinpieti
- Malin-My Nilsson
- Jonte Wentzel
- Andrea Doria Smith
- Robert Bendrik
- Krippe Ibaceta
- Martina Montelius
- Teresa Sida
- Anders Marcus
- Mathias Steur
- Murray Trider
- Danielle Turano
- Saga Berlin
- Ronny Burnout
- Eva Millberg
- Peter Eggers
- Johannes Persson
- Björn Andersson
- Christopher Wollter
- Sören Jensen
- Chatrin Melander
- Jan Carlsson[förtydliga]
- Erika Johansson
- Channarong Khammuk

## Diskografi (i urval)
Demo
- 2012 – "Sting of Battle" (7" vinyl)

Studioalbum
- 2012 – Back to Earth
- 2012 – Back To Earth - Resurrection

Singlar
- 2012 – "Forgive Forget"
- 2012 – "My Sister Rising"
- 2012 – "I Want You"